# جولييت فابر
جولييت فابر (بالفرنسية: Juliette Faber)‏ هي ممثلة لوكسمبورغية وفرنسية، ولدت في 19 مارس 1919 في بلدية غريفينماتشير ‏ في لوكسمبورغ، وتوفيت في 13 يوليو 2008 في بونتواز في فرنسا.

## وصلات خارجية
- جولييت فابر على موقع IMDb (الإنجليزية)
- جولييت فابر على موقع ألو سيني (الفرنسية)
- جولييت فابر على موقع أول موفي (الإنجليزية)
- جولييت فابر على موقع قاعدة بيانات الأفلام السويدية (السويدية)
- جولييت فابر على موقع قاعدة بيانات الفيلم (الإنجليزية)
- جولييت فابر على موقع كينوبويسك (الروسية)